# Шепсі (річка)
Шепсі — річка на Західному Кавказі.
Починається на схилах гори Псеушхо. Довжина — 22 км, площа басейну — близько 87 км². Впадає в Чорне море. У гирлі річки розташовано курортне селище Шепсі. По річці Шепсі проходить західна межа Сочі.